# Mantang Besar
Mantang Besar is een bestuurslaag in het regentschap Bintan van de provincie Riau-archipel, Indonesië. Mantang Besar telt 1336 inwoners (volkstelling 2010).